# Gagan
Gagan är en ö i Marshallöarna.   Den ligger i kommunen Kwajalein, i den nordvästra delen av Marshallöarna, 500 km nordväst om huvudstaden Majuro.
Gagan långtidshyrs av USA fram till år 2066. Området är en del av RTS Ronald Reagan Ballistic Missile Defense Test Site.
Terrängen på Gagan är varierad. Öns högsta punkt är 8 meter över havet. 